# Cameron Carter-Vickers
Cameron Robert Carter-Vickers, född 31 december 1997 i Southend-on-Sea, England, är en amerikansk fotbollsspelare som spelar för Celtic. Han spelar även för USA:s landslag.

## Klubbkarriär
Den 25 augusti 2018 lånades Carter-Vickers ut till Swansea City på ett låneavtal över säsongen 2018/2019. Den 8 augusti 2019 lånades Carter-Vickers ut till Stoke City på ett låneavtal över säsongen 2019/2020. Den 30 januari 2020 lånades han istället ut till Luton Town på ett låneavtal över resten av säsongen 2019/2020. Den 16 oktober 2020 lånades Carter-Vickers ut till Bournemouth på ett låneavtal över säsongen 2020/2021.
Den 31 augusti 2021 lånades Carter-Vickers ut till skotska Celtic på ett låneavtal över säsongen 2021/2022. Den 10 juni 2022 köptes Carter-Vickers loss av Celtic.

## Landslagskarriär
Carter-Vickers debuterade för USA:s landslag den 14 november 2017 i en 1–1-match mot Portugal, där han blev inbytt i halvlek mot John Brooks.